# Sergiu Homei
Sergiu Victor Homei (n. 6 iulie 1987, Năsăud, România) este un jucător român de fotbal care a făcut parte din Echipa națională de tineret a României.

## Biografie
Sergiu Homei s-a născut la data de 6 iulie 1987 și este un produs al școlii de fotbal din Salonta. A debutat la Progresul Bistrița Năsăud, după care a trecut la Universitatea Cluj. Homei și-a început cariera de profesionist la vârsta de 17 ani, jucând în Liga a II-a pentru FC Liberty Salonta, câștigându-le locul de titular în a doua parte a sezonului. Liberty a terminat pe primul loc în acel an, dar UTA Arad a cumpărat locul acesteia în Liga I, după ce retrogradase în Liga a III-a. A fost cumpărat de Marius Vizer, pentru 25.000 de euro, și a promovat cu Liberty Salonta în Liga I, ajungând în Ungaria, la echipa Sopron. Cu câteva luni înainte de achiziție, în "Mesagerul de Bistrița" scria 
„La talentul său, dar și la felul cum privește munca, n-ar fi exclus să-l vedem pe cel mai bun produs al fotbalului năsăudean peste ceva vreme printre jucătorii de bază ai unei echipe fruntașe de Divizia A, de ce nu chiar la Steaua București - echipa sa de suflet.”
A fost transferat la Dinamo București în anul 2007 de la echipa maghiară, Matev Sopron, patronată de Marius Vizer, prieten cu Cristian Borcea (președinte la clubul bucureștean), pentru suma de 100.000 euro. A debutat în Liga I bifând toate cele 90 de minute în returul cu FC Argeș. Nu a evoluat în cupele europene deoarece nu a putut să fie inclus pe lista UEFA din motive tehnice. În sezonul 2008-2009, Homei a jucat în 4 partide consecutive pentru Dinamo, incluzând derby-ul în fața lui Rapid București. A fost împrumutat de Dinamo la FC Politehnica Iași, Gloria Bistrița sau Unirea Urziceni.